# Diócesis de Vacaria
La diócesis de Vacaria (en latín: Dioecesis Vaccarien(sis) y en portugués: Diocese de Vacaria) es una circunscripción eclesiástica latina de la Iglesia católica en Brasil, sufragánea de la arquidiócesis de Passo Fundo. La diócesis tiene al obispo Sílvio Guterres Dutra como su ordinario desde el 9 de mayo de 2018. 

## Territorio y organización
La diócesis tiene 15 469 km² y extiende su jurisdicción sobre los fieles católicos de rito latino residentes en 25 municipios del estado de Río Grande del Sur: Vacaria, André da Rocha, Barracão, Bom Jesus, Cacique Doble, Campestre da Serra, Capão Bonito do Sul, Caseiros, Esmeralda, Ibiaçá, Ibiraiaras, Ipê, Lagoa Vermelha, Machadinho, Maximiliano de Almeida, Monte Alegre dos Campos, Muitos Capões, Paim Filho, Pinhal da Serra, Sananduva, Santo Expedito do Sul, São João da Urtiga, São José do Ouro, São José dos Ausentes y Tupanci do Sul.
La sede de la diócesis se encuentra en la ciudad de Vacaria, en donde se halla la Catedral de Nuestra Señora de los Olivos.
En 2020 en la diócesis existían 28 parroquias agrupadas en 7 foranías: Bom Jesus, Ipê, Lagoa Vermelha, Maximiliano de Almeida, Sananduva, São José do Ouro y Vacaria.

## Historia
La prelatura territorial de Vacaria fue erigida el 8 de septiembre de 1934 con la bula Dominici gregis del papa Pío XI, obteniendo el territorio de la arquidiócesis de Porto Alegre, de la que originalmente era sufragánea.
El 18 de enero de 1957 la prelatura territorial fue elevada a diócesis con la bula Qui vicaria potestate del papa Pío XII.
El 13 de abril de 2011 pasó a formar parte de la provincia eclesiástica de la arquidiócesis de Passo Fundo.

## Estadísticas
De acuerdo al Anuario Pontificio 2021 la diócesis tenía a fines de 2020 un total de 183 200 fieles bautizados.
| Año                                                                             | Población            | Población | Población      | Sacerdotes | Sacerdotes    | Sacerdotes    | Bautizados por sacerdote | Diáconos permanentes | Religiosos | Religiosos | Parroquias |
| Año                                                                             | Bautizados católicos | Total     | % de católicos | Total      | Clero secular | Clero regular | Bautizados por sacerdote | Diáconos permanentes | Varones    | Mujeres    | Parroquias |
| ------------------------------------------------------------------------------- | -------------------- | --------- | -------------- | ---------- | ------------- | ------------- | ------------------------ | -------------------- | ---------- | ---------- | ---------- |
| 1966                                                                            | 224 000              | 225 600   | 99.3           | 50         | 9             | 41            | 4480                     |                      | 53         | 256        | 22         |
| 1970                                                                            | 249 400              | 250 000   | 99.8           | 55         | 14            | 41            | 4534                     | 1                    | 45         | 228        | 24         |
| 1976                                                                            | 200 240              | 206 908   | 96.8           | 60         | 16            | 44            | 3337                     | 2                    | 48         | 173        | 24         |
| 1980                                                                            | 218 576              | 235 000   | 93.0           | 68         | 20            | 48            | 3214                     |                      | 53         | 207        | 24         |
| 1990                                                                            | 210 000              | 223 000   | 94.2           | 58         | 21            | 37            | 3620                     | 4                    | 50         | 193        | 26         |
| 1999                                                                            | 183 500              | 197 500   | 92.9           | 64         | 25            | 39            | 2867                     | 1                    | 51         | 192        | 26         |
| 2000                                                                            | 185 000              | 200 500   | 92.3           | 62         | 29            | 33            | 2983                     | 1                    | 43         | 174        | 27         |
| 2001                                                                            | 180 000              | 197 500   | 91.1           | 63         | 29            | 34            | 2857                     | 1                    | 44         | 168        | 27         |
| 2002                                                                            | 180 000              | 197 500   | 91.1           | 64         | 31            | 33            | 2812                     | 1                    | 45         | 169        | 28         |
| 2003                                                                            | 180 000              | 198 700   | 90.6           | 65         | 31            | 34            | 2769                     | 1                    | 48         | 163        | 28         |
| 2004                                                                            | 181 300              | 199 500   | 90.9           | 65         | 31            | 34            | 2789                     |                      | 44         | 156        | 28         |
| 2010                                                                            | 195 000              | 217 000   | 89.9           | 56         | 32            | 24            | 3482                     |                      | 28         | 115        | 28         |
| 2012                                                                            | 204 500              | 227 700   | 89.8           | 55         | 37            | 18            | 3718                     |                      | 24         | 96         | 28         |
| 2017                                                                            | 209 500              | 232 000   | 90.3           | 57         | 35            | 22            | 3675                     | 1                    | 26         | 98         | 28         |
| 2020                                                                            | 183 200              | 203 213   | 90.2           | 54         | 36            | 18            | 3392                     | 1                    | 22         | 75         | 28         |
| Fuente: Catholic-Hierarchy, que a su vez toma los datos del Anuario Pontificio. |                      |           |                |            |               |               |                          |                      |            |            |            |

## Episcopologio
- Cândido Julio Bampi, O.F.M.Cap. † (27 de junio de 1936-18 de enero de 1957 nombrado obispo auxiliar de Caxias do Sul)
- Augusto Petró † (16 de mayo de 1958-12 de marzo de 1964 nombrado obispo de Uruguayana)
- Henrique Gelain † (28 de marzo de 1964-5 de febrero de 1986 retirado)
- Orlando Octacílio Dotti, O.F.M.Cap. (5 de febrero de 1986 por sucesión-12 de noviembre de 2003 renunció)
- Pedro Sbalchiero Neto, M.S. † (12 de noviembre de 2003 por sucesión-3 de julio de 2007 falleció)
- Irineu Gassen, O.F.M. (28 de mayo de 2008-9 de mayo de 2018 retirado)
- Sílvio Guterres Dutra, desde el 9 de mayo de 2018